# Олтен
Олтен (фр. Olten, итал. Olten) је град у северној Швајцарској. Олтен се налази у оквиру кантона Золотурн.
Олтен је познат по старом градском језгру, које изваредно очувано.

## Природне одлике
Олтен се налази у северном делу Швајцарске. Од најближег већег града, Берна град је удаљен 70 km северно.
Рељеф: Олтен се налази у области плодне и густо насељене Швајцарске висоравни, на приближно 400 метара надморске висине. Град је смештен у уској долини реке Ар. Северозападно од града издижу се планине Јуре.
Клима: Клима у Олтену је умерено континентална.
Воде: Кроз Олтен протиче река Ар. Она дели град на западни, већи и источни, мањи део.

## Историја
Подручје Олтена је било насељено још у време праисторије и Старог Рима, али није имало велики значај.
Данашње насеље са датим називом први пут се спомиње 1201. године. Ускоро град потпада под војводство Берн. Оно је господарило Олтеном следећих неколико векова и под утицајем Берна је уведена протестантска вера у 16. веку.
Током 18. века Олтен се почиње развијати и јачати економски. Тада град добија одлике значајнијег насеља. После неколико бурних година под Наполеоном град се наставио развијати на свим пољима. Ово благостање града се задржало до дан-данас.

## Становништво
2008. године Олтен је имао преко 10.000 становника, што је чак 4 пута више него пре једног века. Од тога приближно 26% су страни држављани.
Језик: Швајцарци којима је немачки матерњи језик чине традиционално становништво града и немачки језик је званични у граду и кантону. Међутим, градско становништво је током протеклих неколико деценија постало веома шаролико, па се на улицама Олтена чују бројни други језици.
Вероисповест: Месни Немци су у 16. веку прихватили протестантизам. Међутим, последњих деценија у граду се знатно повећао удео римокатолика. Данас су веома бројни протестанти (26%) и римокатолици (41%), а потом следе атеисти, муслимани, православци.

## Галерија слика
- Детаљ из старог дела Олтена
- Градска катедрала
- Кућа са фрескама
- Здање општине